# 施密特角
66°55′S 67°2′W / 66.917°S 67.033°W
施密特角（Shmidt Point），是南極洲的海岬，位於葛拉漢地的盧貝海岸，處於阿羅史密斯半島北端，分隔哈努斯灣和拉勒曼德港，在1909年由法國探險隊發現和測量，現時由南極條約體系管理。